# メロラバ
メロラバ(Melodic Lover)は、2008年3月19日にMILESTONE CROWDSより発売されたコンピレーション・アルバム。2008年4月16日にDVDもKittyMMEから発売された。

## 概要
ヤマハミュージックメディア運営の音楽ダウンロード配信ウェブサイトMySoundのクラブ・ミュージックレーベルMelodic Lover（メロディックラバー）でのダウンロードランキング歴代1位獲得楽曲をまとめて収録。
チャラ男芸人 慶や、Popteen読者モデルの青木英李、小悪魔ageha読者モデルの武藤静香、AV女優の紅音ほたるのデビュー曲などを収録している。

## 収録曲
1. 青木英李「Lover's Melody～恋する瞬間～」
2. 渋谷トランス向上委員会(益若つばさ)「バレンタイン・キッス」
3. TSUKASA 「Prologue-SPACEY vs garamonn Remix-」
4. ICHIDAI「KISS♥KISS～恋したあの夏～(ZIPANG RAYTO MIX)」
5. チャラ男芸人慶「チュリッス♥チュリッス～日本全国47都道府県、1億3000万人みんなの巻～」
6. MIU☆MIU 「のむのむ」
7. 大和魂'S feat.DJ 気骨「六本木!ギンギラ☆シャワー～$1,000,000の夜に～」
8. 上海三姉妹 「上海麗舞～ABIME MIX～」
9. ICHIDAI 「Tokyo Real～祈り～」
10. KAHORI 「Tokyo Real～誓い～」
11. 難波さき[2]「Happy Candy Magic♥～シ・ア・ワ・セの道～」
12. KAHORI「WISH～姫☆プロジェクトテーマソング～」
13. ICHIDAI「BODY&SOUL(ZIPANG RAYTO MIX)」
14. 武藤静香「Rady～小悪魔の…～」
15. ICHIDAI「熱く 暑く アツく恋～misery of love～(ZIPANG RAYTO `PSYCHEDELIC TRANCE' MIX)」
16. MIU☆MIU「Party」
17. MIKI feat.DROP 「DROP♥～渋谷の恋の物語～」
18. 芙羽子「ハレ晴レユカイ(RAYTO EUROBEAT MIX)」
19. TSUKASA「Precious My Love(DJ U☆HEY? "NIGHT HUNTEER"? REMIX)」
20. 紅音ほたる「あいのくに」

## DVD収録曲
1. 青木英李「Lover's Melody～恋する瞬間～」
2. 武藤静香「Rady～小悪魔の…～」
3. TSUKASA 「Prologue-SPACEY vs garamonn Remix-」
4. 難波さき「Happy Candy Magic♥～シ・ア・ワ・セの道～」
5. チャラ男芸人 慶「チュリッス♥チュリッス～日本全国47都道府県、1億3000万人みんなの巻～」
6. MIU☆MIU 「のむのむ」
7. KAHORI「WISH～姫☆プロジェクトテーマソング～」
8. ICHIDAI 「Tokyo Real～祈り～」
9. 上海三姉妹 「上海麗舞～ABIME MIX～」
10. 紅音ほたる「あいのくに」

## 関連CD
- キャバ☆トラ(キャバ☆トラ7STARS)
- キャバ♥ラップ
- キャバ☆ヒッツ!! Presented by FUJIKO JAPAN[3]
- Super Girls Trance